# Іванівська сільська рада (Світловодський район)
| Іванівська сільська рада — колишній орган місцевого самоврядування у Світловодському районі Кіровоградської області з адміністративним центром у с. Іванівка. 05.02.1965 Указом Президії Верховної Ради Української РСР передано Іванівську сільраду Знам'янського району до складу Кремгесівського району. Сільській раді були підпорядковані населені пункти: - с. Іванівка |

## Склад ради
Рада складалася з 12 депутатів та голови.

### Керівний склад ради
| ПІБ                         | Основні відомості                                                                             | Дата обрання | Дата звільнення |
| --------------------------- | --------------------------------------------------------------------------------------------- | ------------ | --------------- |
| Жайворонок Микола Дмитрович | Сільський голова, 1955 року народження, освіта, член Всеукраїнського об'єднання 'Батьківщина' | 26.03.2006   | 31.10.2010      |
| Жайворонок Микола Дмитрович | Сільський голова, 1955 року народження, освіта вища, член народної партії                     | 31.10.2010   |                 |

Примітка: таблиця складена за даними джерела

## Населення
Згідно з переписом УРСР 1989 року чисельність наявного населення села становила 691 особа, з яких 294 чоловіки та 397 жінок.
За переписом населення України 2001 року в селі мешкала 641 особа.

### Мова
Розподіл населення за рідною мовою за даними перепису 2001 року:
| Мова       | Відсоток |
| ---------- | -------- |
| українська | 93,34 %  |
| російська  | 6,50 %   |
| білоруська | 0,15 %   |